# Az Amerikai Egyesült Államok az 1956. évi nyári olimpiai játékokon
Az Amerikai Egyesült Államok az ausztráliai Melbourne-ben és a svédországi Stockholmban megrendezett 1956. évi nyári olimpiai játékok egyik részt vevő nemzete volt. Az országot az olimpián 19 sportágban 305 sportoló képviselte, akik összesen 74 érmet szereztek.

## Érmesek
| Érem  | Versenyző | Sportág       | Versenyszám                    |
| ----- | --- | ------------- | ------------------------------ |
| Arany | Bobby Morrow | Atlétika      | Férfi 100 m                    |
| Arany | Bobby Morrow | Atlétika      | Férfi 200 m                    |
| Arany | Charlie Jenkins | Atlétika      | Férfi 400 m                    |
| Arany | Tom Courtney | Atlétika      | Férfi 800 m                    |
| Arany | Lee Calhoun | Atlétika      | Férfi 110 m gát                |
| Arany | Glenn Davis | Atlétika      | Férfi 400 m gát                |
| Arany | Thane Baker Leamon King Bobby Morrow Ira Murchison | Atlétika      | Férfi 4 × 100 m váltó          |
| Arany | Tom Courtney Charlie Jenkins Louis Jones Jesse Mashburn | Atlétika      | Férfi 4 × 400 m váltó          |
| Arany | Charles Dumas | Atlétika      | Férfi magasugrás               |
| Arany | Bob Richards | Atlétika      | Férfi rúdugrás                 |
| Arany | Gregory Bell | Atlétika      | Férfi távolugrás               |
| Arany | Parry O'Brien | Atlétika      | Férfi súlylökés                |
| Arany | Alfred Oerter | Atlétika      | Férfi diszkoszvetés            |
| Arany | Harold Connolly | Atlétika      | Férfi kalapácsvetés            |
| Arany | Milt Campbell | Atlétika      | Férfi tízpróba                 |
| Arany | Mildred McDaniel | Atlétika      | Női magasugrás                 |
| Arany | James Fifer Duvall Hecht | Evezés        | Férfi kormányos nélküli kettes |
| Arany | Arthur Ayrault Conn Findlay Armin Seiffert | Evezés        | Férfi kormányos kettes         |
| Arany | William Becklean Donald Beer Thomas Charlton John Cooke Caldwell Esselstyn Charles Grimes Robert Morey Rusty Wailes David Wight                                                      | Evezés        | Férfi nyolcas                  |
| Arany | Nemzeti válogatott Richard Boushka Carl Cain Chuck Darling Billy Evans Gilbert Ford Burdette Haldorson Bill Hougland Robert Jeangerard K. C. Jones Bill Russell Ron Tomsic Jim Walsh | Kosárlabda    | Férfi                          |
| Arany | Bob Clotworthy | Műugrás       | Férfi egyéni műugrás           |
| Arany | Pat McCormick | Műugrás       | Női egyéni műugrás             |
| Arany | Pat McCormick | Műugrás       | Női egyéni toronyugrás         |
| Arany | James Boyd | Ökölvívás     | Félnehézsúly                   |
| Arany | Pete Rademacher | Ökölvívás     | Nehézsúly                      |
| Arany | Charles Vinci | Súlyemelés    | 56 kg                          |
| Arany | Isaac Berger | Súlyemelés    | 60 kg                          |
| Arany | Tommy Kono | Súlyemelés    | 82,5 kg                        |
| Arany | Paul Anderson | Súlyemelés    | +90 kg                         |
| Arany | William Yorzyk | Úszás         | Férfi 200 m pillangó           |
| Arany | Shelley Mann | Úszás         | Női 100 m pillangó             |
| Arany | Lawrence Low Herbert Williams | Vitorlázás    | Csillaghajó                    |
| Ezüst | Thane Baker | Atlétika      | Férfi 100 m                    |
| Ezüst | Andy Stanfield | Atlétika      | Férfi 200 m                    |
| Ezüst | Jack Davis | Atlétika      | Férfi 110 m gát                |
| Ezüst | Eddie Southern | Atlétika      | Férfi 400 m gát                |
| Ezüst | Bob Gutowski | Atlétika      | Férfi rúdugrás                 |
| Ezüst | John Bennett | Atlétika      | Férfi távolugrás               |
| Ezüst | Bill Nieder | Atlétika      | Férfi súlylökés                |
| Ezüst | Fortune Gordien | Atlétika      | Férfi diszkoszvetés            |
| Ezüst | Rafer Johnson | Atlétika      | Férfi tízpróba                 |
| Ezüst | Willye White | Atlétika      | Női távolugrás                 |
| Ezüst | Danny Hodge | Birkózás      | Szabadfogás, 79 kg             |
| Ezüst | Bernard Costello James Gardiner | Evezés        | Férfi kétpárevezős             |
| Ezüst | James McIntosh Arthur McKinlay John McKinlay John Welchli | Evezés        | Férfi kormányos nélküli négyes |
| Ezüst | Donald Harper | Műugrás       | Férfi egyéni műugrás           |
| Ezüst | Gary Tobian | Műugrás       | Férfi egyéni toronyugrás       |
| Ezüst | Jeanne Stunyo | Műugrás       | Női egyéni műugrás             |
| Ezüst | Juno Stover-Irwin | Műugrás       | Női egyéni toronyugrás         |
| Ezüst | José Torres | Ökölvívás     | Nagyváltósúly                  |
| Ezüst | William Andre Jack Daniels George Lambert | Öttusa        | Csapat                         |
| Ezüst | Pete George | Súlyemelés    | 75 kg                          |
| Ezüst | Dave Sheppard | Súlyemelés    | 90 kg                          |
| Ezüst | George Breen Dick Hanley Tim Jecko Ford Konno Sonny Tanabe Bill Woolsey | Úszás         | Férfi 4 × 200 m gyorsváltó     |
| Ezüst | Carin Cone | Úszás         | Női 100 m hát                  |
| Ezüst | Nancy Ramey | Úszás         | Női 100 m pillangó             |
| Ezüst | Elizabeth Bray Kathryn Knapp Shelley Mann Joan Rosazza Sylvia Ruuska Marley Shriver Nancy Simons                                                                                     | Úszás         | Női 4 × 100 m gyorsváltó       |
| Bronz | Thane Baker | Atlétika      | Férfi 200 m                    |
| Bronz | Joel Shankle | Atlétika      | Férfi 110 m gát                |
| Bronz | Josh Culbreath | Atlétika      | Férfi 400 m gát                |
| Bronz | Des Koch | Atlétika      | Férfi diszkoszvetés            |
| Bronz | Isabelle Daniels Mae Faggs Margaret Matthews Wilma Rudolph | Atlétika      | Női 4 × 100 m váltó            |
| Bronz | Peter Blair | Birkózás      | Szabadfogás, 87 kg             |
| Bronz | John B. Kelly, Jr. | Evezés        | Férfi egypárevezős             |
| Bronz | Richard Conner | Műugrás       | Férfi egyéni toronyugrás       |
| Bronz | Paula Jean Myers-Pope | Műugrás       | Női egyéni toronyugrás         |
| Bronz | Offutt Pinion | Sportlövészet | Férfi szabadpisztoly           |
| Bronz | James George | Súlyemelés    | 82,5 kg                        |
| Bronz | George Breen | Úszás         | Férfi 400 m gyors              |
| Bronz | George Breen | Úszás         | Férfi 1500 m gyors             |
| Bronz | Frank McKinney | Úszás         | Férfi 100 m hát                |
| Bronz | Sylvia Ruuska | Úszás         | Női 400 m gyors                |
| Bronz | Mary Sears | Úszás         | Női 100 m pillangó             |
| Bronz | John Marvin | Vitorlázás    | Finn dingi                     |

## Atlétika
Férfi
| Versenyző                                               | Versenyszám     | Előfutam | Előfutam      | Negyeddöntő   | Negyeddöntő | Elődöntő | Elődöntő | Döntő         | Döntő         |
| Versenyző                                               | Versenyszám     | Idő      | Hely.         | Idő           | Hely.       | Idő      | Hely.    | Idő           | Helyezés      |
| ------------------------------------------------------- | --------------- | -------- | ------------- | ------------- | ----------- | -------- | -------- | ------------- | ------------- |
| Ira Murchison                                           | 100 m           | 10,5     | 1.            | 10,3          | 1.          | 10,5     | 1.       | 10,6          | 4.            |
| Thane Baker                                             | 100 m           | 10,7     | 1.            | 10,4          | 1.          | 10,4     | 2.       | 10,5          |               |
| Thane Baker                                             | 200 m           | 21,8     | 1.            | 21,2          | 1.          | 21,1     | 1.       | 20,9          |               |
| Andy Stanfield                                          | 200 m           | 21,5     | 1.            | 21,1          | 1.          | 21,2     | 1.       | 20,7          |               |
| Bobby Morrow                                            | 200 m           | 21,8     | 1.            | 21,9          | 1.          | 21,3     | 2.       | 20,6          |               |
| Bobby Morrow                                            | 100 m           | 10,4     | 1.            | 10,3          | 1.          | 10,3     | 1.       | 10,5          |               |
| Charlie Jenkins                                         | 400 m           | 48,7     | 3.            | 47,5          | 3.          | 46,1     | 1.       | 46,7          |               |
| Louis Jones                                             | 400 m           | 48,1     | 1.            | 47,4          | 4.          | 47,3     | 3.       | 48,1          | 5.            |
| Jim Lea                                                 | 400 m           | 48,3     | 3.            | 48,1          | 5.          | kiesett  | kiesett  | kiesett       | kiesett       |
| Tom Courtney                                            | 800 m           | 1:52,7   | 1.            |               | 1:53,6      | 1.       | 1:47,7   |               |               |
| Arnie Sowell                                            | 800 m           | 1:51,3   | 2.            |               | 1:50,0      | 1.       | 1:48,3   | 4.            |               |
| Lonnie Spurrier                                         | 800 m           | 1:51,5   | 2.            |               | 1:53,6      | 2.       | 1:49,3   | 6.            |               |
| Don Bowden                                              | 1500 m          | 3:59,7   | 11.           |               |             |          |          | kiesett       | kiesett       |
| Jerome Walters                                          | 1500 m          | 3:55,7   | 8.            |               |             |          |          | kiesett       | kiesett       |
| Ted Wheeler                                             | 1500 m          | 3:50,1   | 8.            |               |             |          |          | kiesett       | kiesett       |
| Bill Dellinger                                          | 5000 m          | 14:26,8  | 3.            |               |             |          |          | nem ért célba | nem ért célba |
| Curt Stone                                              | 5000 m          | 14:52,0  | 7.            |               |             |          |          | kiesett       | kiesett       |
| Dick Hart                                               | 10 000 m        |          | 31:06,8       | 21.           |             |          |          |               |               |
| Gordon McKenzie                                         | 10 000 m        |          | 30:34,4       | 18.           |             |          |          |               |               |
| Max Truex                                               | 10 000 m        |          | nem ért célba | nem ért célba |             |          |          |               |               |
| Lee Calhoun                                             | 110 m gát       | 14,1     | 1.            |               | 14,0        | 1.       | 13,5     |               |               |
| Jack Davis                                              | 110 m gát       | 14,0     | 1.            |               | 14,0        | 1.       | 13,5     |               |               |
| Joel Shankle                                            | 110 m gát       | 14,0     | 1.            |               | 14,0        | 2.       | 14,1     |               |               |
| Josh Culbreath                                          | 400 m gát       | 50,9     | 1.            |               | 50,9        | 1.       | 51,6     |               |               |
| Glenn Davis                                             | 400 m gát       | 51,3     | 1.            |               | 50,7        | 2.       | 50,1     |               |               |
| Eddie Southern                                          | 400 m gát       | 51,3     | 1.            |               | 50,1        | 1.       | 50,8     |               |               |
| Horace Ashenfelter                                      | 3000 m akadály  | 8:51,0   | 6.            |               |             |          |          | kiesett       | kiesett       |
| Phil Coleman                                            | 3000 m akadály  | 9:10,0   | 9.            |               |             |          |          | kiesett       | kiesett       |
| Deacon Jones                                            | 3000 m akadály  | 8:47,4   | 4.            |               |             |          |          | 9:13,0        | 9.            |
| Nick Costes                                             | Maraton         |          |               |               |             |          |          | 2:42:20       | 20.           |
| John J. Kelley                                          | Maraton         |          |               |               |             |          |          | 2:43:40       | 21.           |
| Dean Thackwray                                          | Maraton         |          |               |               |             |          |          | nem ért célba | nem ért célba |
| James Hewson                                            | 20 km gyaloglás |          |               |               |             |          |          | 1:46:24,8     | 17.           |
| Henry Laskau                                            | 20 km gyaloglás |          |               |               |             |          |          | 1:38:46,8     | 12.           |
| Bruce MacDonald                                         | 20 km gyaloglás |          |               |               |             |          |          | 1:43:25,6     | 16.           |
| Elliott Denman                                          | 50 km gyaloglás |          |               |               |             |          |          | 5:12:14,0     | 11.           |
| Leo Sjogren                                             | 50 km gyaloglás |          |               |               |             |          |          | 5:12:34,0     | 12.           |
| Adolf Weinacker                                         | 50 km gyaloglás |          |               |               |             |          |          | 5:00:16,0     | 7.            |
| Ira Murchison Leamon King Thane Baker Bobby Morrow      | 4 × 100 m váltó | 40,5     | 1.            |               | 40,3        | 1.       | 39,5     |               |               |
| Louis Jones Jesse Mashburn Charlie Jenkins Tom Courtney | 4 × 400 m váltó | 3:10,6   | 2.            |               | 3:04,8      |          |          |               |               |

| Versenyző       | Versenyszám   | Selejtező | Selejtező | Döntő                    | Döntő                    |
| Versenyző       | Versenyszám   | Eredmény  | Helyezés  | Eredmény                 | Helyezés                 |
| --------------- | ------------- | --------- | --------- | ------------------------ | ------------------------ |
| Charles Dumas   | Magasugrás    | 192 cm    | =4.       | 212 cm                   |                          |
| Phil Reavis     | Magasugrás    | 192 cm    | =7.       | 200 cm                   | =7.                      |
| Vern Wilson     | Magasugrás    | 192 cm    | =7.       | 200 cm                   | 10.                      |
| Bob Gutowski    | Rúdugrás      | 415 cm    | 7.        | 453 cm                   |                          |
| George Mattos   | Rúdugrás      | 415 cm    | 1.        | 435 cm                   | 4.                       |
| Bob Richards    | Rúdugrás      | 415 cm    | 11.       | 456 cm                   |                          |
| Gregory Bell    | Távolugrás    | 735 cm    | 7.        | 783 cm                   |                          |
| John Bennett    | Távolugrás    | 750 cm    | 2.        | 768 cm                   |                          |
| Ira Davis       | Hármasugrás   | 14,93 m   | =16.      | 15,40 m                  | 11.                      |
| Bill Sharpe     | Hármasugrás   | 15,16 m   | =9.       | 15,88 m                  | 4.                       |
| George Shaw     | Hármasugrás   | 15,23 m   | 7.        | 15,33 m                  | 12.                      |
| Ken Bantum      | Súlylökés     | 15,76 m   | 8.        | 17,48 m                  | 4.                       |
| Parry O'Brien   | Súlylökés     | 16,63 m   | 3.        | 18,57 m                  |                          |
| Bill Nieder     | Súlylökés     | 16,76 m   | 2.        | 18,18 m                  |                          |
| Fortune Gordien | Diszkoszvetés | 47,67 m   | 12.       | 54,81 m                  |                          |
| Des Koch        | Diszkoszvetés | 47,14 m   | 20.       | 54,40 m                  |                          |
| Alfred Oerter   | Diszkoszvetés | 51,19 m   | 1.        | 56,36 m                  |                          |
| Harold Connolly | Kalapácsvetés | 59,05 m   | 3.        | 63,19 m                  |                          |
| Al Hall         | Kalapácsvetés | 57,50 m   | 7.        | 61,96 m                  | 4.                       |
| Phil Conley     | Gerelyhajítás | 68,50 m   | 12.       | 69,74 m                  | 10.                      |
| Benjamin Garcia | Gerelyhajítás | 71,17 m   | 9.        | érvényes kísérlet nélkül | érvényes kísérlet nélkül |
| Cyrus Young     | Gerelyhajítás | 74,76 m   | 1.        | 68,64 m                  | 11.                      |

| Versenyző     | Versenyszám | 100 m | 100 m | Távolugrás | Távolugrás | Súlylökés | Súlylökés | Magasugrás | Magasugrás | 400 m | 400 m | 110 m gát | 110 m gát | Diszkoszvetés | Diszkoszvetés | Rúdugrás | Rúdugrás | Gerelyhajítás | Gerelyhajítás | 1500 m           | 1500 m           | Végeredmény   | Végeredmény   |
| Versenyző     | Versenyszám | Idő   | Pont  | Eredmény   | Pont       | Eredmény  | Pont      | Eredmény   | Pont       | Idő   | Pont  | Idő       | Pont      | Eredmény      | Pont          | Eredmény | Pont     | Eredmény      | Pont          | Idő              | Pont             | Pont          | Helyezés      |
| ------------- | ----------- | ----- | ----- | ---------- | ---------- | --------- | --------- | ---------- | ---------- | ----- | ----- | --------- | --------- | ------------- | ------------- | -------- | -------- | ------------- | ------------- | ---------------- | ---------------- | ------------- | ------------- |
| Milt Campbell | Tízpróba    | 10,8  | 990   | 733 cm     | 898        | 14,76 m   | 850       | 189 cm     | 886        | 48,8  | 940   | 14,0      | 1124      | 44,98 m       | 775           | 340 cm   | 476      | 57,08 m       | 668           | 4:50,6           | 330              | 7937          |               |
| Rafer Johnson | Tízpróba    | 10,9  | 948   | 734 cm     | 902        | 14,48 m   | 819       | 183 cm     | 806        | 49,3  | 900   | 15,1      | 788       | 42,17 m       | 688           | 390 cm   | 695      | 60,27 m       | 738           | 4:54,2           | 303              | 7587          |               |
| Bob Richards  | Tízpróba    | 11,7  | 678   | 639 cm     | 610        | 12,52 m   | 628       | 175 cm     | 711        | 52,3  | 684   | 16,8      | 458       | 37,77 m       | 566           | 445 cm   | 1023     | 44,09 m       | 423           | nem állt rajthoz | nem állt rajthoz | nem ért célba | nem ért célba |

Női
| Versenyző                                                  | Versenyszám     | Előfutam | Előfutam | Elődöntő | Elődöntő | Döntő   | Döntő    |
| Versenyző                                                  | Versenyszám     | Idő      | Hely.    | Idő      | Hely.    | Idő     | Helyezés |
| ---------------------------------------------------------- | --------------- | -------- | -------- | -------- | -------- | ------- | -------- |
| Isabelle Daniels                                           | 100 m           | 11,6     | 2.       | 11,7     | 3.       | 11,8    | 4.       |
| Lucinda Williams                                           | 100 m           | 12,0     | 3.       | kiesett  | kiesett  | kiesett | kiesett  |
| Mae Faggs                                                  | 100 m           | 12,2     | 3.       | kiesett  | kiesett  | kiesett | kiesett  |
| Mae Faggs                                                  | 200 m           | 24,9     | 2.       | 24,8     | 5.       | kiesett | kiesett  |
| Meredith Ellis                                             | 200 m           | 26,3     | 4.       | kiesett  | kiesett  | kiesett | kiesett  |
| Wilma Rudolph                                              | 200 m           | 24,6     | 3.       | kiesett  | kiesett  | kiesett | kiesett  |
| Constance Darnowski                                        | 80 m gát        | 11,9     | 4.       | kiesett  | kiesett  | kiesett | kiesett  |
| Barbara Mueller                                            | 80 m gát        | 11,6     | 4.       | kiesett  | kiesett  | kiesett | kiesett  |
| Irene Robertson                                            | 80 m gát        | 11,9     | 6.       | kiesett  | kiesett  | kiesett | kiesett  |
| Mae Faggs Margaret Matthews Wilma Rudolph Isabelle Daniels | 4 × 100 m váltó | 45,4     | 2.       |          |          | 44,9    |          |

| Versenyző         | Versenyszám   | Selejtező | Selejtező | Döntő    | Döntő    |
| Versenyző         | Versenyszám   | Eredmény  | Helyezés  | Eredmény | Helyezés |
| ----------------- | ------------- | --------- | --------- | -------- | -------- |
| Ann Marie Flynn   | Magasugrás    | 150 cm    | 19.       | kiesett  | kiesett  |
| Mildred McDaniel  | Magasugrás    | 158 cm    | =7.       | 176 cm   |          |
| Margaret Matthews | Távolugrás    | 512 cm    | 18.       | kiesett  | kiesett  |
| Willye White      | Távolugrás    | 600 cm    | 2.        | 609 cm   |          |
| Paula Deubel      | Súlylökés     | 12,38 m   | 16.       | kiesett  | kiesett  |
| Lois Testa        | Súlylökés     | 13,51 m   | 8.        | 13,06 m  | 14.      |
| Earlene Brown     | Súlylökés     | 13,39 m   | 12.       | 15,12 m  | 6.       |
| Earlene Brown     | Diszkoszvetés | 43,90 m   | =6.       | 51,35 m  | 4.       |
| Pamela Kurrell    | Diszkoszvetés | 40,49 m   | 18.       | kiesett  | kiesett  |
| Marjorie Larney   | Diszkoszvetés | 39,91 m   | 20.       | kiesett  | kiesett  |
| Marjorie Larney   | Gerelyhajítás | 45,80 m   | 7.        | 45,27 m  | 11.      |
| Karen Anderson    | Gerelyhajítás | 49,64 m   | 1.        | 48,00 m  | 8.       |
| Amelia Wershoven  | Gerelyhajítás | 44,39 m   | 11.       | 44,29 m  | 14.      |

## Birkózás
Kötöttfogású
| Versenyző        | Versenyszám | 1. forduló                              | 1. forduló | 1. forduló | 2. forduló                           | 2. forduló | 2. forduló | 3. forduló                           | 3. forduló | 3. forduló | 4. forduló        | 4. forduló | 4. forduló | 5. forduló        | 5. forduló | 5. forduló | 6. forduló        | 6. forduló | 6. forduló | 7. forduló        | 7. forduló | 7. forduló | Döntő             | Döntő   | Döntő   | Helyezés    |
| Versenyző        | Versenyszám | Ellenfél Eredmény                       | Pont       | Hely.      | Ellenfél Eredmény                    | Pont       | Hely.      | Ellenfél Eredmény                    | Pont       | Hely.      | Ellenfél Eredmény | Pont       | Hely.      | Ellenfél Eredmény | Pont       | Hely.      | Ellenfél Eredmény | Pont       | Hely.      | Ellenfél Eredmény | Pont       | Hely.      | Ellenfél Eredmény | Pont    | Hely.   | Helyezés    |
| ---------------- | ----------- | --------------------------------------- | ---------- | ---------- | ------------------------------------ | ---------- | ---------- | ------------------------------------ | ---------- | ---------- | ----------------- | ---------- | ---------- | ----------------- | ---------- | ---------- | ----------------- | ---------- | ---------- | ----------------- | ---------- | ---------- | ----------------- | ------- | ------- | ----------- |
| John Wilson      | 52 kg       | André Zoete (FRA) · 3-0                 | 1          | =3.        | Ignazio Fabra (ITA) · 0-3            | 4          | =8.        | Dursan Ali Eğribaş (TUR) · kétvállas | 7          | 9.         | kiesett           | kiesett    | kiesett    |                   |            |            |                   |            |            |                   |            |            | kiesett           | kiesett | kiesett | helyezetlen |
| Kent Townley     | 57 kg       | erőnyerő                                | 0          | =1.        | Hódos Imre (HUN) · 0-3               | 3          | =6.        | Fred Kämmerer (EUA) · 0-3            | 6          | =8.        | kiesett           | kiesett    | kiesett    | kiesett           | kiesett    | kiesett    |                   |            |            |                   |            |            | kiesett           | kiesett | kiesett | helyezetlen |
| Alan Rice        | 62 kg       | Ion Popescu (ROU) · 0-3                 | 3          | =7.        | Polyák Imre (HUN) · 0-3              | 6          | =9.        | kiesett                              | kiesett    | kiesett    | kiesett           | kiesett    | kiesett    | kiesett           | kiesett    | kiesett    |                   |            |            |                   |            |            | kiesett           | kiesett | kiesett | helyezetlen |
| Jay Thomas Evans | 67 kg       | Kyösti Lehtonen (FIN) · kétvállas       | 3          | =6.        | Dimitar Stoyanov (BUL) · 0-3         | 6          | =8.        | kiesett                              | kiesett    | kiesett    | kiesett           | kiesett    | kiesett    | kiesett           | kiesett    | kiesett    | kiesett           | kiesett    | kiesett    | kiesett           | kiesett    | kiesett    | kiesett           | kiesett | kiesett | helyezetlen |
| Jay Holt         | 73 kg       | erőnyerő                                | 0          | =1.        | Szilvásy Miklós (HUN) · 0-3          | 3          | =4.        | Mithat Bayrak (TUR) · 0-3            | 6          | =6.        | kiesett           | kiesett    | kiesett    | kiesett           | kiesett    | kiesett    |                   |            |            |                   |            |            | kiesett           | kiesett | kiesett | 5.          |
| Jim Peckham      | 79 kg       | Gurics György (HUN) · 1-2               | 2          | 6.         | Hans Sterr (EUA) · 2-1               | 3          | =5.        | Rune Jansson (SWE) · 1-2             | 5          | =5.        | kiesett           | kiesett    | kiesett    |                   |            |            |                   |            |            |                   |            |            | kiesett           | kiesett | kiesett | helyezetlen |
| Dale O. Thomas   | 87 kg       | Eugen Wiesberger, Jr. (AUT) · kétvállas | 0          | 1.         | Veikko Lahti (FIN) · kétvállas       | 3          | =3.        | Petko Szirakov (BUL) · 0-3           | 6          | =5.        | kiesett           | kiesett    | kiesett    |                   |            |            |                   |            |            |                   |            |            | kiesett           | kiesett | kiesett | 5.          |
| Dale Lewis       | +87 kg      | Bertil Antonsson (SWE) · kétvállas      | 3          | =7.        | Taisto Kangasniemi (FIN) · kétvállas | 6          | =9.        | kiesett                              | kiesett    | kiesett    | kiesett           | kiesett    | kiesett    | kiesett           | kiesett    | kiesett    |                   |            |            |                   |            |            | kiesett           | kiesett | kiesett | helyezetlen |

Szabadfogású
| Versenyző        | Versenyszám | 1. forduló                        | 1. forduló | 1. forduló | 2. forduló                           | 2. forduló | 2. forduló | 3. forduló                             | 3. forduló | 3. forduló | 4. forduló                    | 4. forduló | 4. forduló | 5. forduló                         | 5. forduló | 5. forduló | 6. forduló                 | 6. forduló | 6. forduló | Döntő                                 | Döntő   | Döntő   | Helyezés    |
| Versenyző        | Versenyszám | Ellenfél Eredmény                 | Pont       | Hely.      | Ellenfél Eredmény                    | Pont       | Hely.      | Ellenfél Eredmény                      | Pont       | Hely.      | Ellenfél Eredmény             | Pont       | Hely.      | Ellenfél Eredmény                  | Pont       | Hely.      | Ellenfél Eredmény          | Pont       | Hely.      | Ellenfél Eredmény                     | Pont    | Hely.   | Helyezés    |
| ---------------- | ----------- | --------------------------------- | ---------- | ---------- | ------------------------------------ | ---------- | ---------- | -------------------------------------- | ---------- | ---------- | ----------------------------- | ---------- | ---------- | ---------------------------------- | ---------- | ---------- | -------------------------- | ---------- | ---------- | ------------------------------------- | ------- | ------- | ----------- |
| Dick Delgado     | 52 kg       | Mirian Calkalamanidze (URS) · 0-3 | 3          | =7.        | erőnyerő                             | 3          | =5.        | Mohammad Ali Khojastehpour (IRI) · 0-3 | 6          | =5.        | kiesett                       | kiesett    | kiesett    | kiesett                            | kiesett    | kiesett    |                            |            |            | kiesett                               | kiesett | kiesett | 5.          |
| Lee Allen        | 57 kg       | Tauno Jaskari (FIN) · 0-3         | 3          | =8.        | Mustafa Dağıstanlı (TUR) · kétvállas | 6          | =11.       | kiesett                                | kiesett    | kiesett    | kiesett                       | kiesett    | kiesett    |                                    |            |            |                            |            |            | kiesett                               | kiesett | kiesett | helyezetlen |
| Myron Roderick   | 62 kg       | Galántai Bálint (HUN) · 3-0       | 1          | =4.        | John Elliott (AUS) · kétvállas       | 1          | =1.        | Abe Geldenhuys (RSA) · 3-0             | 2          | =1.        | Szaszahara Sózó (JPN) · 0-3   | 5          | =4.        | kiesett                            | kiesett    | kiesett    |                            |            |            | kiesett                               | kiesett | kiesett | 4.          |
| Jay Thomas Evans | 67 kg       | Jack Taylor (GBR) · kétvállas     | 0          | =1.        | Kaszahara Sigeru (JPN) · 3-0         | 1          | =2.        | Mario Tovar (MEX) · 3-0                | 2          | =2.        | Tóth Gyula (HUN) · 0-3        | 5          | =5.        | kiesett                            | kiesett    | kiesett    |                            |            |            | kiesett                               | kiesett | kiesett | 5.          |
| Ernie Fischer    | 73 kg       | Ikeda Micuo (JPN) · 0-3           | 3          | =9.        | Nabi Sorouri (IRI) · 3-0             | 4          | =9.        | İbrahim Zengin (TUR) · 0-3             | 7          | =9.        | kiesett                       | kiesett    | kiesett    |                                    |            |            |                            |            |            | kiesett                               | kiesett | kiesett | helyezetlen |
| Danny Hodge      | 79 kg       | George Farquhar (GBR) · kétvállas | 0          | =1.        | Viljo Punkari (FIN) · 3-0            | 1          | =3.        | William Davies (AUS) · kétvállas       | 1          | =1.        | Abbas Zandi (IRI) · kétvállas | 1          | 1.         | Nikola Sztancsev (BUL) · kétvállas | 4          | =1.        |                            |            |            | Georgij Szhirtladze (URS) · kétvállas | 4       | 2.      |             |
| Peter Blair      | 87 kg       | Veikko Lahti (FIN) · kétvállas    | 0          | =1.        | Viking Palm (SWE) · 0-3              | 3          | 5.         | Jan Theron (RSA) · kétvállas           | 3          | =3.        | Adil Atan (TUR) · 3-0         | 4          | 3.         | erőnyerő                           | 4          | 2.         | Borisz Kulajev (URS) · 0-3 | 7          | 3.         | Gholamreza Takhti (IRI) · 0-3         | 10      | 1.      |             |
| William Kerslake | +87 kg      | Hamit Kaplan (TUR) · 1-2          | 2          | =7.        | Ray Mitchell (AUS) · kétvállas       | 2          | =3.        | Kenneth Richmond (GBR) · kétvállas     | 5          | =6.        | kiesett                       | kiesett    | kiesett    | kiesett                            | kiesett    | kiesett    |                            |            |            | kiesett                               | kiesett | kiesett | helyezetlen |

## Evezés
| Versenyző | Versenyszám              | Előfutam | Előfutam | Vigaszág | Vigaszág | Elődöntő | Elődöntő | Döntő   | Döntő   | Helyezés    |
| Versenyző | Versenyszám              | Idő      | Hely.    | Idő      | Hely.    | Idő      | Hely.    | Idő     | Hely.   | Helyezés    |
| --- | ------------------------ | -------- | -------- | -------- | -------- | -------- | -------- | ------- | ------- | ----------- |
| John B. Kelly, Jr. | Egypárevezős             | 7:24,8   | 1.       | erőnyerő | erőnyerő | 9:12,5   | 1.       | 8:11,8  | 3.      |             |
| Bernard Costello James Gardiner | Kétpárevezős             | 6:54,5   | 1.       | erőnyerő | erőnyerő |          |          | 7:32,2  | 2.      |             |
| James Fifer Duvall Hecht | Kormányos nélküli kettes | 7:19,5   | 1.       | erőnyerő | erőnyerő | 8:37,7   | 1.       | 7:55,4  | 1.      |             |
| Arthur Ayrault Conn Findlay Armin Seiffert (kormányos)                                                                                      | Kormányos kettes         | 7:42,8   | 1.       | erőnyerő | erőnyerő | 9:25,1   | 2.       | 8:26,1  | 1.      |             |
| John Welchli Arthur McKinlay John McKinlay James McIntosh                                                                                   | Kormányos nélküli négyes | 6:59,2   | 1.       | erőnyerő | erőnyerő | 7:59,7   | 1.       | 7:18,4  | 2.      |             |
| Douglas Turner James Wynne James McMullen Ronald Cardwell Edward Masterson (kormányos)                                                      | Kormányos négyes         | 7:01,8   | 1.       | erőnyerő | erőnyerő | 8:24,3   | 4.       | kiesett | kiesett | helyezetlen |
| Thomas Charlton David Wight John Cooke Donald Beer Charles Grimes Caldwell Esselstyn Rusty Wailes Robert Morey William Becklean (kormányos) | Nyolcas                  | 6:09,1   | 3.       | 7:09,9   | 1.       | 6:55,1   | 1.       | 6:35,2  | 1.      |             |

## Gyeplabda
| Amerikai férfi gyeplabdacsapat-játékoskeret                                                                         | Amerikai férfi gyeplabdacsapat-játékoskeret                                          |
| --- | ------------------------------------------------------------------------------------ |
| - Newbold Black - Henry Clifford - Stan Harris - James Jongeneel - Gerrit Kruize - Tjerk Leegstra - Harry Marcoplos | - Kurt Orban - John Rote - Walter Stude - Felix Ucko - Kurt Ucko - Ray Wittelsberger |

### Eredmények
| Színmagyarázat               |
| ---------------------------- |
| Bejutott az elődöntőbe.      |
| Az 5–8. helyért játszhattak. |
| A 9–12. helyért játszhattak. |

Csoportkör
B csoport
| Csapat                 | M | Gy | D | V | G+ | G– | Gk  | P |
| ---------------------- | - | -- | - | - | -- | -- | --- | - |
| India (IND)            | 3 | 3  | 0 | 0 | 36 | 0  | +36 | 6 |
| Szingapúr (SIN)        | 3 | 2  | 0 | 1 | 11 | 7  | +4  | 4 |
| Afganisztán (AFG)      | 3 | 1  | 0 | 2 | 5  | 20 | –15 | 2 |
| Egyesült Államok (USA) | 3 | 0  | 0 | 3 | 2  | 27 | –25 | 0 |

| 1956. november 26. 11:30 | Szingapúr (SIN) | 6 – 1 | Egyesült Államok (USA) |  |
| 1956. november 26. 11:30 | (3 – 1)         |       |                        |  |

| 1956. november 28. 14:30 | India (IND) | 16 – 0 | Egyesült Államok (USA) |  |
| 1956. november 28. 14:30 | (6 – 0)     |        |                        |  |

| 1956. november 30. 14:30 | Afganisztán (AFG) | 5 – 1 | Egyesült Államok (USA) |  |
| 1956. november 30. 14:30 | (2 – 1)           |       |                        |  |

A 9–12. helyért
| 1956. december 3. | Kenya (KEN) | 3 – 0 | Egyesült Államok (USA) |  |
| 1956. december 3. |             |       |                        |  |

| 1956. december 4. | Malájföld (MAL) | 3 – 0 | Egyesült Államok (USA) |  |
| 1956. december 4. |                 |       |                        |  |

| 1956. december 6. | Afganisztán (AFG) | 1 – 1 | Egyesült Államok (USA) |  |
| 1956. december 6. |                   |       |                        |  |

| Csapat                 | M | Gy | D | V | G+ | G– | Gk  | P |
| ---------------------- | - | -- | - | - | -- | -- | --- | - |
| Malájföld (MAL)        | 3 | 3  | 0 | 0 | 14 | 2  | +12 | 6 |
| Kenya (KEN)            | 3 | 2  | 0 | 1 | 14 | 3  | +11 | 4 |
| Egyesült Államok (USA) | 3 | 0  | 1 | 2 | 1  | 7  | –6  | 1 |
| Afganisztán (AFG)      | 3 | 0  | 1 | 2 | 1  | 18 | –17 | 1 |

| Csapat                 | Helyezés |
| ---------------------- | -------- |
| Egyesült Államok (USA) | =11.     |

## Kajak-kenu
Férfi
| Versenyző                     | Versenyszám           | Előfutam | Előfutam | Döntő     | Döntő    |
| Versenyző                     | Versenyszám           | Idő      | Hely.    | Idő       | Helyezés |
| ----------------------------- | --------------------- | -------- | -------- | --------- | -------- |
| David Merwin                  | Kajak egyes 1000 m    | 4:35,9   | 4.       | kiesett   | kiesett  |
| Robert O'Brien                | Kajak egyes 10 000 m  |          |          | 53:02,8   | 11.      |
| Russell Dermond John Pagkos   | Kajak kettes 1000 m   | 4:22,7   | 5.       | kiesett   | kiesett  |
| Edward Houston Kenneth Wilson | Kajak kettes 10 000 m |          |          | 51:25,8   | 12.      |
| William Schuette              | Kenu egyes 1000 m     |          |          | 5:47,7    | 9.       |
| Frank Havens                  | Kenu egyes 10 000 m   |          |          | 1:01:23,6 | 8.       |
| George Byers Richard Moran    | Kenu kettes 1000 m    | 5:16,1   | 5.       | kiesett   | kiesett  |
| John Haas Frank Krick         | Kenu kettes 10 000 m  |          |          | 58:30,0   | 10.      |

## Kerékpározás

### Országúti kerékpározás
| Versenyző                                               | Versenyszám          | Idő              | Helyezés      |
| ------------------------------------------------------- | -------------------- | ---------------- | ------------- |
| Joe Becker                                              | Mezőnyverseny        | 5:38:16 (+16:59) | 43.           |
| Erhard Neumann                                          | Mezőnyverseny        | nem ért célba    | nem ért célba |
| David Rhoads                                            | Mezőnyverseny        | nem ért célba    | nem ért célba |
| George Van Meter                                        | Mezőnyverseny        | nem ért célba    | nem ért célba |
| Versenyző                                               | Versenyszám          | Pont             | Helyezés      |
| Joe Becker Erhard Neumann David Rhoads George Van Meter | Csapat mezőnyverseny | nem ért célba    | nem ért célba |

### Pálya-kerékpározás
Sprintverseny
| Versenyző   | Versenyszám  | 1. forduló                                     | 1. forduló | Vigaszág selejtező     | Vigaszág selejtező | Vigaszág döntő       | Vigaszág döntő | Negyeddöntő                      | Elődöntő             | Döntő                | Helyezés |
| Versenyző   | Versenyszám  | Ellenfelek Győztes idő                         | Hely.      | Ellenfelek Győztes idő | Hely.              | Ellenfél Győztes idő | Hely.          | Ellenfél Győztes idő             | Ellenfél Győztes idő | Ellenfél Győztes idő | Helyezés |
| ----------- | ------------ | ---------------------------------------------- | ---------- | ---------------------- | ------------------ | -------------------- | -------------- | -------------------------------- | -------------------- | -------------------- | -------- |
| Jack Disney | Férfi egyéni | Keith Harrison (GBR) · León Mejía (COL) · 13,0 | 1.         |                        |                    |                      |                | Richard Ploog (AUS) · 12,4, 11,6 | kiesett              | kiesett              | 5.       |

Időfutam
| Versenyző  | Versenyszám  | Idő    | Helyezés |
| ---------- | ------------ | ------ | -------- |
| Allen Bell | Férfi egyéni | 1:12,8 | 10.      |

Tandem
| Versenyző                   | Versenyszám     | 1. forduló | 1. forduló | Vigaszág                                                       | Vigaszág | Vigaszág vesztesei                                                                                                   | Vigaszág vesztesei | Negyeddöntő                                                 | Elődöntő             | Döntő                | Helyezés |
| Versenyző                   | Versenyszám     | Ellenfelek Győztes idő | Hely.      | Ellenfél Győztes idő                                           | Hely.    | Ellenfelek Győztes idő                                                                                               | Hely.              | Ellenfél Győztes idő                                        | Ellenfél Győztes idő | Ellenfél Győztes idő | Helyezés |
| --------------------------- | --------------- | --- | ---------- | -------------------------------------------------------------- | -------- | --- | ------------------ | ----------------------------------------------------------- | -------------------- | -------------------- | -------- |
| Donald Ferguson James Rossi | Férfi kétüléses | Új-Zéland (NZL) · Ritchie Johnston · Warren Johnston · Szovjetunió (URS) · Rosztyiszlav Vargaskin · Vlagyimir Leonov · 11,3 | 2.         | Nagy-Britannia (GBR) · Peter Brotherton · Eric Thompson · 11,0 | 2.       | Ausztrália (AUS) · Joey Browne · Tony Marchant · Egyesült Német Csapat (EUA) · Fritz Neuser · Günther Ziegler · 11,0 | 2.                 | Olaszország (ITA) · Giuseppe Ogna · Cesare Pinarello · 10,8 | kiesett              | kiesett              | 5.       |

Üldözőverseny
| Versenyző                                               | Versenyszám  | Selejtező                                                                                    | Selejtező | Selejtező | Negyeddöntő  | Negyeddöntő | Negyeddöntő | Elődöntő     | Elődöntő  | Elődöntő | Döntő        | Döntő     | Helyezés    |
| Versenyző                                               | Versenyszám  | Ellenfél Idő                                                                                 | Saját idő | Hely.     | Ellenfél Idő | Saját idő   | Hely.       | Ellenfél Idő | Saját idő | Hely.    | Ellenfél Idő | Saját idő | Helyezés    |
| ------------------------------------------------------- | ------------ | -------------------------------------------------------------------------------------------- | --------- | --------- | ------------ | ----------- | ----------- | ------------ | --------- | -------- | ------------ | --------- | ----------- |
| Allen Bell Dick Cortright Art Longsjo, Jr. David Rhoads | Férfi csapat | Csehszlovákia (TCH) · Jaroslav Cihlář · František Jursa · Jiří Nouza · Jiří Opavský · 4:58,0 | 5:02,4    | 2.        | kiesett      | kiesett     | kiesett     | kiesett      | kiesett   | kiesett  | kiesett      | kiesett   | helyezetlen |

## Kosárlabda
| Amerikai férfi kosárlabdacsapat-játékoskeret                                                    | Amerikai férfi kosárlabdacsapat-játékoskeret                                              |
| ----------------------------------------------------------------------------------------------- | ----------------------------------------------------------------------------------------- |
| - Richard Boushka - Carl Cain - Chuck Darling - Billy Evans - Gilbert Ford - Burdette Haldorson | - Bill Hougland - Robert Jeangerard - K. C. Jones - Bill Russell - Ron Tomsic - Jim Walsh |

### Eredmények
Csoportkör
A csoport
| Csapat                 | M | Gy | V | P+  | P–  | Pk   |
| ---------------------- | - | -- | - | --- | --- | ---- |
| Egyesült Államok (USA) | 3 | 3  | 0 | 320 | 122 | +198 |
| Fülöp-szigetek (PHI)   | 3 | 2  | 1 | 224 | 237 | –13  |
| Japán (JPN)            | 3 | 1  | 2 | 171 | 225 | –54  |
| Thaiföld (THA)         | 3 | 0  | 3 | 134 | 265 | –131 |

| 1956. november 23. | Egyesült Államok (USA) | 98 – 40 | Japán (JPN) |  |
| 1956. november 23. | (33–20)                |         |             |  |

| 1956. november 24. | Egyesült Államok (USA) | 101 – 29 | Thaiföld (THA) |  |
| 1956. november 24. | (54–12)                |          |                |  |

| 1956. november 26. | Egyesült Államok (USA) | 121 – 53 | Fülöp-szigetek (PHI) |  |
| 1956. november 26. | (35–20)                |          |                      |  |

Középdöntő
F csoport
| Csapat                 | M | Gy | V | P+  | P–  | Pk   |
| ---------------------- | - | -- | - | --- | --- | ---- |
| Egyesült Államok (USA) | 3 | 3  | 0 | 283 | 150 | +133 |
| Szovjetunió (URS)      | 3 | 2  | 1 | 208 | 209 | –1   |
| Bulgária (BUL)         | 3 | 1  | 2 | 182 | 224 | –42  |
| Brazília (BRA)         | 3 | 0  | 3 | 192 | 282 | –90  |

| 1956. november 27. | Egyesült Államok (USA) | 85 – 44 | Bulgária (BUL) |  |
| 1956. november 27. | (48–19)                |         |                |  |

| 1956. november 28. | Egyesült Államok (USA) | 113 – 51 | Brazília (BRA) |  |
| 1956. november 28. | (50–22)                |          |                |  |

| 1956. november 29. | Egyesült Államok (USA) | 85 – 55 | Szovjetunió (URS) |  |
| 1956. november 29. | (39–32)                |         |                   |  |

Elődöntő
| 1956. november 30. | Egyesült Államok (USA) | 101 – 38 | Uruguay (URU) |  |
| 1956. november 30. | (51–10)                |          |               |  |

Döntő
| 1956. december 1. | Egyesült Államok (USA) | 89 – 55 | Szovjetunió (URS) |  |
| 1956. december 1. | (56–27)                |         |                   |  |

| Csapat                 | Helyezés |
| ---------------------- | -------- |
| Egyesült Államok (USA) |          |

## Labdarúgás
| Amerikai labdarúgócsapat-játékoskeret                                                     | Amerikai labdarúgócsapat-játékoskeret                                  |
| ----------------------------------------------------------------------------------------- | ---------------------------------------------------------------------- |
| - Bill Conterio - Jim Dorrian - Svend Engedal - Harry Keough - Bill Looby - Ruben Mendoza | - Lloyd Monsen - Ed Murphy - Zenon Snylyk - Herman Wecke - Al Zerhusen |

### Eredmények
Negyeddöntő
| 1956. november 28. 16:30 |

| Jugoszlávia                                                       | 9–1               | Egyesült Államok |
| ----------------------------------------------------------------- | ----------------- | ---------------- |
| Veselinović 10' 84' 90' Antić 12' 73' Mujić 16' 35' 56' Papec 20' | (5–1) Jegyzőkönyv | Zerhusen 42'     |

| Melbourne Nézőszám: 5292 Játékvezető: Maurice Swain (új-zélandi) |

| Csapat                 | Helyezés |
| ---------------------- | -------- |
| Egyesült Államok (USA) | =5.      |

## Lovaglás
megjegyzés: A lovas versenyszámokat a svédországi Stockholmban rendezték meg a szigorú ausztrál állat-egészségügyi szabályok miatt.
Díjlovaglás
| Versenyző   | Ló                 | Versenyszám | Döntő | Döntő    |
| Versenyző   | Ló                 | Versenyszám | Pont  | Helyezés |
| ----------- | ------------------ | ----------- | ----- | -------- |
| Robert Borg | Bill Biddle        | Egyéni      | 720,0 | 17.      |
| Elaine Watt | Connecticut Yankee | Egyéni      | 568,0 | 30.      |

Díjugratás
| Versenyző                                  | Ló                           | Versenyszám | 1. forduló | 1. forduló | 2. forduló | 2. forduló | Összesen | Összesen |
| Versenyző                                  | Ló                           | Versenyszám | Pont       | Hely.      | Pont       | Hely.      | Pont     | Helyezés |
| ------------------------------------------ | ---------------------------- | ----------- | ---------- | ---------- | ---------- | ---------- | -------- | -------- |
| Frank Chapot                               | Belair                       | Egyéni      | 36,25      | 41.        | 16,00      | =18.       | 52,25    | =27.     |
| William Steinkraus                         | Night Owl                    | Egyéni      | 20,00      | =20.       | 8,00       | =10.       | 28,00    | =15.     |
| Hugh Wiley                                 | Trail Guide                  | Egyéni      | 16,00      | =12.       | 8,00       | =10.       | 24,00    | =11.     |
| Frank Chapot William Steinkraus Hugh Wiley | Belair Night Owl Trail Guide | Csapat      | 72,25      | 6.         | 32,00      | 3.         | 104,25   | 5.       |

Lovastusa
| Versenyző                             | Ló                                | Versenyszám | Díjlovaglás | Díjlovaglás | Tereplovaglás | Tereplovaglás | Díjugratás    | Díjugratás    | Végeredmény | Végeredmény |
| Versenyző                             | Ló                                | Versenyszám | Bünt.       | Hely.       | Bünt.         | Hely.         | Bünt.         | Hely.         | Bünt.       | Helyezés    |
| ------------------------------------- | --------------------------------- | ----------- | ----------- | ----------- | ------------- | ------------- | ------------- | ------------- | ----------- | ----------- |
| Jack Burton                           | Huntingfield                      | Egyéni      | -155,60     | 47.         | -261,00       | 35.           | nem ért célba | nem ért célba | kiesett     | kiesett     |
| Frank Duffy                           | Drop Dead                         | Egyéni      | -162,40     | 50.         | nem ért célba | nem ért célba | kiesett       | kiesett       | kiesett     | kiesett     |
| Walter Staley                         | Mud Dauber                        | Egyéni      | -182,00     | 56.         | 47,43         | 3.            | nem ért célba | nem ért célba | kiesett     | kiesett     |
| Jack Burton Frank Duffy Walter Staley | Huntingfield Drop Dead Mud Dauber | Csapat      | -500,00     | 17.         | nem ért célba | nem ért célba | kiesett       | kiesett       | kiesett     | kiesett     |

## Műugrás
Férfi
| Versenyző       | Versenyszám        | Selejtező | Selejtező | Döntő | Döntő  | Döntő    |
| Versenyző       | Versenyszám        | Pont      | Helyezés  | Pont  | Össz.  | Helyezés |
| --------------- | ------------------ | --------- | --------- | ----- | ------ | -------- |
| Bob Clotworthy  | Egyéni műugrás     | 90,07     | 2.        | 69,49 | 159,56 |          |
| Donald Harper   | Egyéni műugrás     | 83,42     | 5.        | 72,81 | 156,23 |          |
| Glen Whitten    | Egyéni műugrás     | 89,20     | 3.        | 59,35 | 148,55 | 4.       |
| Richard Conner  | Egyéni toronyugrás | 80,24     | 1.        | 69,55 | 149,79 |          |
| William Farrell | Egyéni toronyugrás | 75,07     | 6.        | 64,05 | 139,12 | 6.       |
| Gary Tobian     | Egyéni toronyugrás | 76,77     | 4.        | 75,64 | 152,41 |          |

Női
| Versenyző             | Versenyszám        | Selejtező | Selejtező | Döntő | Döntő  | Döntő    |
| Versenyző             | Versenyszám        | Pont      | Helyezés  | Pont  | Össz.  | Helyezés |
| --------------------- | ------------------ | --------- | --------- | ----- | ------ | -------- |
| Barbara Gilders       | Egyéni műugrás     | 71,47     | 3.        | 49,29 | 120,76 | 4.       |
| Jeanne Stunyo         | Egyéni műugrás     | 71,04     | 4.        | 54,85 | 125,89 |          |
| Pat McCormick         | Egyéni műugrás     | 76,80     | 1.        | 65,56 | 142,36 |          |
| Pat McCormick         | Egyéni toronyugrás | 51,28     | 4.        | 33,57 | 84,85  |          |
| Paula Jean Myers-Pope | Egyéni toronyugrás | 52,96     | 1.        | 28,62 | 81,58  |          |
| Juno Stover-Irwin     | Egyéni toronyugrás | 50,81     | 5.        | 30,83 | 81,64  |          |

## Ökölvívás
| Versenyző       | Versenyszám   | 32-es főtábla     | Nyolcaddöntő                  | Negyeddöntő                 | Elődöntő                       | Döntő                      | Helyezés |
| Versenyző       | Versenyszám   | Ellenfél Eredmény | Ellenfél Eredmény             | Ellenfél Eredmény           | Ellenfél Eredmény              | Ellenfél Eredmény          | Helyezés |
| --------------- | ------------- | ----------------- | ----------------------------- | --------------------------- | ------------------------------ | -------------------------- | -------- |
| Ray Perez       | Légsúly       | erőnyerő          | František Majdloch (TCH) · GY | Mircea Dobrescu (ROU) · V   | kiesett                        | kiesett                    | 5.       |
| Luis Molina     | Könnyűsúly    | erőnyerő          | William Griffiths (AUS) · GY  | Anthony Byrne (IRL) · V     | kiesett                        | kiesett                    | 5.       |
| Joseph Shaw     | Kisváltósúly  | erőnyerő          | Max Carlos (AUS) · GY         | Henry Loubscher (RSA) · V   | kiesett                        | kiesett                    | 5.       |
| Pearce Lane     | Váltósúly     |                   | Enrique Tovar (VEN) · GY      | Frederick Tiedt (IRL) · V   | kiesett                        | kiesett                    | 5.       |
| José Torres     | Nagyváltósúly |                   | Peter Read (AUS) · GY         | Franco Scisciani (ITA) · GY | John McCormack (GBR) · GY      | Papp László (HUN) · V      |          |
| Roger Rouse     | Középsúly     |                   | erőnyerő                      | Gilbert Chapron (FRA) · V   | kiesett                        | kiesett                    | 5.       |
| James Boyd      | Félnehézsúly  |                   | erőnyerő                      | Rodolfo Díaz (ARG) · GY     | Romualdas Murauskas (URS) · GY | Gheorghe Negrea (ROU) · GY |          |
| Pete Rademacher | Nehézsúly     |                   | erőnyerő                      | Josef Němec (TCH) · RSC     | Daniel Bekker (RSA) · RSC      | Lev Muhin (URS) · RSC      |          |

## Öttusa
| Versenyző                                 | Versenyszám | Lovaglás | Lovaglás | Lovaglás | Lovaglás | Vívás    | Vívás  | Vívás | Lövészet | Lövészet | Lövészet | Úszás  | Úszás  | Úszás | Futás   | Futás  | Futás | Összesen    | Összesen |
| Versenyző                                 | Versenyszám | Idő      | Bünt.    | Pont     | Hely.    | Eredmény | Pont   | Hely. | Pontszám | Pont     | Hely.    | Idő    | Pont   | Hely. | Idő     | Pont   | Hely. | Összes pont | Helyezés |
| ----------------------------------------- | ----------- | -------- | -------- | -------- | -------- | -------- | ------ | ----- | -------- | -------- | -------- | ------ | ------ | ----- | ------- | ------ | ----- | ----------- | -------- |
| William Andre                             | Egyéni      | 9:57     | 120      | 887,5    | 8.       | 23–12    | 889,0  | 4.    | 188      | 860,0    | 8.       | 4:26,2 | 870,0  | 17.   | 14:19,2 | 1123,0 | 11.   | 4629,5      | 7.       |
| Jack Daniels                              | Egyéni      | 9:35     | 0        | 1062,5   | 2.       | 9–26     | 371,0  | 36.   | 185      | 800,0    | 13.      | 4:13,3 | 935,0  | 12.   | 15:30,4 | 910,0  | 25.   | 4078,5      | 13.      |
| George Lambert                            | Egyéni      | 9:32     | 0        | 1070,0   | 1.       | 17–18    | 667,0  | 17.   | 190      | 900,0    | 4.       | 4:05,8 | 975,0  | 7.    | 14:33,2 | 1081,0 | 15.   | 4693,0      | 5.       |
| William Andre Jack Daniels George Lambert | Csapat      |          |          | 3020,0   | 1.       |          | 2008,0 | 4.    |          | 2560,0   | 2.       |        | 2780,0 | 2.    |         | 3114,0 | 5.    | 13482,0     |          |

## Sportlövészet
Férfi
| Versenyző        | Versenyszám                    | Döntő | Döntő    |
| Versenyző        | Versenyszám                    | Pont  | Helyezés |
| ---------------- | ------------------------------ | ----- | -------- |
| John Beaumont    | Gyorstüzelő pisztoly           | 572   | 9.       |
| John Forman      | Gyorstüzelő pisztoly           | 566   | 13.      |
| Huelet Benner    | Szabadpisztoly                 | 537   | 11.      |
| Offutt Pinion    | Szabadpisztoly                 | 551   |          |
| Arthur Jackson   | Sportpuska, fekvő              | 593   | 31.      |
| Arthur Jackson   | Sportpuska, összetett          | 1153  | 12.      |
| Verle Wright Jr. | Sportpuska, összetett          | 1151  | 14.      |
| Verle Wright Jr. | Sportpuska, fekvő              | 590   | 36.      |
| James Smith      | Szabadpuska, összetett (300 m) | 1082  | 8.       |
| Herbert Voelcker | Szabadpuska, összetett (300 m) | 1075  | 10.      |

## Súlyemelés
| Versenyző     | Versenyszám | Nyomás   | Nyomás   | Szakítás | Szakítás | Lökés    | Lökés    | Összesen | Helyezés |
| Versenyző     | Versenyszám | Eredmény | Helyezés | Eredmény | Helyezés | Eredmény | Helyezés | Összesen | Helyezés |
| ------------- | ----------- | -------- | -------- | -------- | -------- | -------- | -------- | -------- | -------- |
| Charles Vinci | 56 kg       | 105,0    | =1.      | 105,0    | =1.      | 132,5    | 2.       | 342,5    |          |
| Isaac Berger  | 60 kg       | 107,5    | 2.       | 107,5    | 1.       | 137,5    | 1.       | 352,5    |          |
| Pete George   | 75 kg       | 122,5    | =3.      | 127,5    | 1.       | 162,5    | 2.       | 412,5    |          |
| James George  | 82,5 kg     | 120,0    | =7.      | 130,0    | =2.      | 167,5    | 2.       | 417,5    |          |
| Tommy Kono    | 82,5 kg     | 140,0    | 1.       | 132,5    | 1.       | 175,0    | 1.       | 447,5    |          |
| Dave Sheppard | 90 kg       | 140,0    | =2.      | 137,5    | =1.      | 165,0    | 3.       | 442,5    |          |
| Paul Anderson | +90 kg      | 167,5    | 2.       | 145,0    | =1.      | 187,5    | 1.       | 500,0    |          |

## Torna
Férfi
| Versenyző                                                                    | Versenyszám      | Döntő    | Döntő    |
| Versenyző                                                                    | Versenyszám      | Pontszám | Helyezés |
| ---------------------------------------------------------------------------- | ---------------- | -------- | -------- |
| Dick Beckner                                                                 | Talaj            | 17,90    | =41.     |
| Dick Beckner                                                                 | Ugrás            | 18,05    | =43.     |
| Dick Beckner                                                                 | Korlát           | 17,75    | 47.      |
| Dick Beckner                                                                 | Nyújtó           | 18,45    | =29.     |
| Dick Beckner                                                                 | Gyűrű            | 18,65    | 17.      |
| Dick Beckner                                                                 | Lólengés         | 17,50    | 47.      |
| Dick Beckner                                                                 | Egyéni összetett | 108,30   | 35.      |
| Jack Beckner                                                                 | Talaj            | 18,50    | =16.     |
| Jack Beckner                                                                 | Ugrás            | 18,60    | =7.      |
| Jack Beckner                                                                 | Korlát           | 18,75    | 15.      |
| Jack Beckner                                                                 | Nyújtó           | 19,00    | 7.       |
| Jack Beckner                                                                 | Gyűrű            | 17,75    | 31.      |
| Jack Beckner                                                                 | Lólengés         | 18,40    | 25.      |
| Jack Beckner                                                                 | Egyéni összetett | 111,00   | 17.      |
| Abie Grossfeld                                                               | Talaj            | 18,40    | =23.     |
| Abie Grossfeld                                                               | Ugrás            | 17,95    | =47.     |
| Abie Grossfeld                                                               | Korlát           | 17,85    | =43.     |
| Abie Grossfeld                                                               | Nyújtó           | 18,75    | =13.     |
| Abie Grossfeld                                                               | Gyűrű            | 17,50    | =34.     |
| Abie Grossfeld                                                               | Lólengés         | 17,30    | =51.     |
| Abie Grossfeld                                                               | Egyéni összetett | 107,75   | 39.      |
| Charles Simms                                                                | Talaj            | 17,25    | 50.      |
| Charles Simms                                                                | Ugrás            | 18,45    | =19.     |
| Charles Simms                                                                | Korlát           | 18,40    | =28.     |
| Charles Simms                                                                | Nyújtó           | 18,65    | =22.     |
| Charles Simms                                                                | Gyűrű            | 17,50    | =34.     |
| Charles Simms                                                                | Lólengés         | 18,15    | =30.     |
| Charles Simms                                                                | Egyéni összetett | 108,40   | =32.     |
| Bill Tom                                                                     | Talaj            | 18,20    | =29.     |
| Bill Tom                                                                     | Ugrás            | 18,35    | =28.     |
| Bill Tom                                                                     | Korlát           | 18,35    | =31.     |
| Bill Tom                                                                     | Nyújtó           | 17,85    | 46.      |
| Bill Tom                                                                     | Gyűrű            | 16,85    | =42.     |
| Bill Tom                                                                     | Lólengés         | 17,75    | 44.      |
| Bill Tom                                                                     | Egyéni összetett | 107,35   | 43.      |
| Armando Vega                                                                 | Talaj            | 18,60    | 15.      |
| Armando Vega                                                                 | Ugrás            | 18,40    | =23.     |
| Armando Vega                                                                 | Korlát           | 17,60    | 51.      |
| Armando Vega                                                                 | Nyújtó           | 18,05    | =40.     |
| Armando Vega                                                                 | Gyűrű            | 18,45    | =20.     |
| Armando Vega                                                                 | Lólengés         | 17,35    | 50.      |
| Armando Vega                                                                 | Egyéni összetett | 108,45   | 31.      |
| Dick Beckner Jack Beckner Abie Grossfeld Charles Simms Bill Tom Armando Vega | Csapat összetett | 547,50   | 6.       |

Női
| Versenyző                                                                            | Versenyszám      | Döntő    | Döntő    |
| Versenyző                                                                            | Versenyszám      | Pontszám | Helyezés |
| ------------------------------------------------------------------------------------ | ---------------- | -------- | -------- |
| Muriel Davis-Grossfeld                                                               | Talaj            | 18,133   | =25.     |
| Muriel Davis-Grossfeld                                                               | Ugrás            | 16,966   | 58.      |
| Muriel Davis-Grossfeld                                                               | Felemás korlát   | 16,233   | 59.      |
| Muriel Davis-Grossfeld                                                               | Gerenda          | 17,600   | 32.      |
| Muriel Davis-Grossfeld                                                               | Egyéni összetett | 68,933   | 52.      |
| Doris Fuchs                                                                          | Talaj            | 17,800   | =44.     |
| Doris Fuchs                                                                          | Ugrás            | 18,000   | =35.     |
| Doris Fuchs                                                                          | Felemás korlát   | 17,000   | =52.     |
| Doris Fuchs                                                                          | Gerenda          | 14,933   | 63.      |
| Doris Fuchs                                                                          | Egyéni összetett | 67,733   | 57.      |
| Judy Howe                                                                            | Talaj            | 17,066   | 60.      |
| Judy Howe                                                                            | Ugrás            | 16,266   | 59.      |
| Judy Howe                                                                            | Felemás korlát   | 17,000   | =52.     |
| Judy Howe                                                                            | Gerenda          | 16,866   | =52.     |
| Judy Howe                                                                            | Egyéni összetett | 67,200   | 58.      |
| Jackie Klein                                                                         | Talaj            | 17,433   | =57.     |
| Jackie Klein                                                                         | Ugrás            | 17,300   | 57.      |
| Jackie Klein                                                                         | Felemás korlát   | 16,466   | 56.      |
| Jackie Klein                                                                         | Gerenda          | 17,100   | 49.      |
| Jackie Klein                                                                         | Egyéni összetett | 68,300   | 55.      |
| Joyce Racek                                                                          | Talaj            | 17,833   | =42.     |
| Joyce Racek                                                                          | Ugrás            | 18,033   | =32.     |
| Joyce Racek                                                                          | Felemás korlát   | 16,300   | 57.      |
| Joyce Racek                                                                          | Gerenda          | 16,333   | 58.      |
| Joyce Racek                                                                          | Egyéni összetett | 68,500   | 54.      |
| Sandra Ruddick                                                                       | Talaj            | 17,533   | =53.     |
| Sandra Ruddick                                                                       | Ugrás            | 17,800   | =46.     |
| Sandra Ruddick                                                                       | Felemás korlát   | 17,333   | =46.     |
| Sandra Ruddick                                                                       | Gerenda          | 16,466   | 55.      |
| Sandra Ruddick                                                                       | Egyéni összetett | 69,133   | 51.      |
| Muriel Davis-Grossfeld Doris Fuchs Judy Howe Jackie Klein Joyce Racek Sandra Ruddick | Csapat összetett | 413,187  | 9.       |

| Versenyző                                                                            | Versenyszám              | Döntő      | Döntő    | Döntő    |
| Versenyző                                                                            | Versenyszám              | Eszköz     | Pontszám | Helyezés |
| ------------------------------------------------------------------------------------ | ------------------------ | ---------- | -------- | -------- |
| Muriel Davis-Grossfeld Doris Fuchs Judy Howe Jackie Klein Joyce Racek Sandra Ruddick | Csapat kéziszergyakorlat | nincs adat | 67,60    | 9.       |

## Úszás
Férfi
| Versenyző                                                               | Versenyszám          | Előfutam | Előfutam | Előfutam | Elődöntő | Elődöntő | Elődöntő | Döntő   | Döntő    |
| Versenyző                                                               | Versenyszám          | Idő      | Hely.    | Össz.    | Idő      | Hely.    | Össz.    | Idő     | Helyezés |
| ----------------------------------------------------------------------- | -------------------- | -------- | -------- | -------- | -------- | -------- | -------- | ------- | -------- |
| Dick Hanley                                                             | 100 m gyors          | 57,8     | 2.       | 6.*      | 56,9     | 2.       | 3.*      | 57,6    | 5.       |
| Reid Patterson                                                          | 100 m gyors          | 56,8     | 1.       | 1.       | 57,1     | 3.       | 5.       | 57,2    | 4.       |
| Bill Woolsey                                                            | 100 m gyors          | 58,2     | 2.       | 9.       | 58,0     | 4.       | 7.*      | 57,6    | 6.       |
| Bill Woolsey                                                            | 400 m gyors          | 4:38,2   | 4.       | 10.      |          |          |          | kiesett | kiesett  |
| George Breen                                                            | 400 m gyors          | 4:35,7   | 1.       | 4.*      |          |          |          | 4:32,5  |          |
| George Breen                                                            | 1500 m gyors         | 17:52,9  | 1.       | 1.       |          |          |          | 18:08,2 |          |
| David Radcliff                                                          | 1500 m gyors         | 19:09,6  | 4.       | 11.      |          |          |          | kiesett | kiesett  |
| George Onekea                                                           | 1500 m gyors         | 19:13,8  | 3.       | 13.      |          |          |          | kiesett | kiesett  |
| George Onekea                                                           | 400 m gyors          | 4:41,6   | 3.       | 14.      |          |          |          | kiesett | kiesett  |
| Frank McKinney                                                          | 100 m hát            | 1:06,0   | 2.       | 6.       | 1:05,3   | 3.       | 6.       | 1:04,5  |          |
| Yoshinobu Oyakawa                                                       | 100 m hát            | 1:05,2   | 2.       | 5.       | 1:05,0   | 3.       | 4.*      | 1:06,9  | 8.       |
| Albert Wiggins                                                          | 100 m hát            | 1:06,2   | 4.       | 8.*      | 1:06,4   | 4.       | 7.       | 1:05,8  | 7.       |
| Robert Hughes                                                           | 200 m mell           | 2:52,2   | 6.       | 14.      |          |          |          | kiesett | kiesett  |
| Jack Nelson                                                             | 200 m pillangó       | 2:29,4   | 4.       | 7.       |          |          |          | 2:26,6  | 4.       |
| William Yorzyk                                                          | 200 m pillangó       | 2:18,6   | 1.       | 1.       |          |          |          | 2:19,3  |          |
| Dick Hanley George Breen Bill Woolsey Ford Konno Tim Jecko Sonny Tanabe | 4 × 200 m gyorsváltó | 8:38,3   | 2.       | 2.       |          |          |          | 8:31,5  |          |

Női
| Versenyző                                                                                        | Versenyszám          | Előfutam | Előfutam | Előfutam | Elődöntő | Elődöntő | Elődöntő | Döntő   | Döntő    |
| Versenyző                                                                                        | Versenyszám          | Idő      | Hely.    | Össz.    | Idő      | Hely.    | Össz.    | Idő     | Helyezés |
| ------------------------------------------------------------------------------------------------ | -------------------- | -------- | -------- | -------- | -------- | -------- | -------- | ------- | -------- |
| Mary Sears                                                                                       | 200 m mell           | 2:58,2   | 4.       | 7.*      |          |          |          | 2:57,2  | 7.       |
| Mary Sears                                                                                       | 100 m pillangó       | 1:15,1   | 2.       | 4.       |          |          |          | 1:14,4  |          |
| Nancy Ramey                                                                                      | 100 m pillangó       | 1:13,4   | 2.       | 2.       |          |          |          | 1:11,9  |          |
| Shelley Mann                                                                                     | 100 m pillangó       | 1:11,2   | 1.       | 1.       |          |          |          | 1:11,0  |          |
| Shelley Mann                                                                                     | 100 m gyors          | 1:05,4   | 4.       | 6.       | 1:05,5   | 4.       | 5.*      | 1:05,6  | 6.       |
| Joan Rosazza                                                                                     | 100 m gyors          | 1:05,5   | 2.       | 7.       | 1:05,9   | 3.       | 7.       | 1:05,2  | 4.       |
| Nancy Simons                                                                                     | 100 m gyors          | 1:06,5   | 1.       | 9.*      | 1:06,1   | 5.       | 9.*      | kiesett | kiesett  |
| Susan McGreivy                                                                                   | 400 m gyors          | 5:16,7   | 2.       | 9.       |          |          |          | kiesett | kiesett  |
| Sylvia Ruuska                                                                                    | 400 m gyors          | 5:10,3   | 2.       | 5.       |          |          |          | 5:07,1  |          |
| Marley Shriver                                                                                   | 400 m gyors          | 5:07,6   | 1.       | 3.       |          |          |          | 5:12,9  | 4.       |
| Carin Cone                                                                                       | 100 m hát            | 1:13,9   | 1.       | 3.       |          |          |          | 1:12,9  |          |
| Mary Anne Marchino                                                                               | 100 m hát            | 1:16,2   | 4.       | 15.*     |          |          |          | kiesett | kiesett  |
| Maureen Murphy                                                                                   | 100 m hát            | 1:14,8   | 4.       | 5.**     |          |          |          | 1:14,1  | 5.       |
| Sylvia Ruuska Shelley Mann Nancy Simons Joan Rosazza Elizabeth Bray Kathryn Knapp Marley Shriver | 4 × 100 m gyorsváltó | 4:27,3   | 2.       | 3.       |          |          |          | 4:19,2  |          |

* - egy másik versenyzővel azonos időt ért el

** - két másik versenyzővel azonos időt ért el

## Vitorlázás
Nyílt
| Versenyző                                                     | Versenyszám | Futam | Futam | Futam | Futam | Futam | Futam | Futam | Pontszám | Helyezés |
| Versenyző                                                     | Versenyszám | 1     | 2     | 3     | 4     | 5     | 6     | 7     | Pontszám | Helyezés |
| ------------------------------------------------------------- | ----------- | ----- | ----- | ----- | ----- | ----- | ----- | ----- | -------- | -------- |
| John Marvin                                                   | Finn dingi  | 1101  | 1101  | (499) | 925   | 925   | 1101  | 800   | 5953     |          |
| Lawrence Low Herbert Williams                                 | Csillaghajó | 1180  | (481) | 879   | 1180  | 879   | 879   | 879   | 5876     |          |
| Eric Olsen Stan Renehan                                       | Sharpie     | (0)   | 516   | 0     | 516   | 370   | 215   | 312   | 1929     | 9.       |
| John Bryant Andy Schoettle Victor Sheronas Robert Stinson     | 5,5 méteres | 800   | 624   | 624   | 800   | 323   | 800   | (198) | 3971     | 4.       |
| Carlos Echeverria Danny Killeen Gene Walet III Gene Walet Jr. | Sárkányhajó | (0)   | 264   | 264   | 527   | 1305  | 527   | 264   | 3151     | 9.       |

## Vívás
Férfi
| Versenyző                                                                              | Versenyszám       | Csoportkör | Csoportkör | Csoportkör | Csoportkör       | Csoportkör | Csoportkör | Csoportkör | Csoportkör | Helyezés    |
| Versenyző                                                                              | Versenyszám       | 1. kör | 1. kör     | Negyeddöntő | Negyeddöntő      | Elődöntő | Elődöntő   | Döntő | Döntő      | Helyezés    |
| Versenyző                                                                              | Versenyszám       | Ellenfél Eredmény | Hely.      | Ellenfél Eredmény | Hely.            | Ellenfél Eredmény | Hely.      | Ellenfél Eredmény | Hely.      | Helyezés    |
| -------------------------------------------------------------------------------------- | ----------------- | --- | ---------- | --- | ---------------- | --- | ---------- | --- | ---------- | ----------- |
| Albert Axelrod                                                                         | Tőr, egyéni       | |            | 2. csoport · Michael Sichel (AUS) · 5-4 · Edoardo Mangiarotti (ITA) · 5-1 · François Dehez (BEL) · 5-4 · Jacques Lataste (FRA) · 5-3 · Gabriel Blando (COL) · 5-4 · Jurij Oszipov (URS) · 3-5 · Günter Stratmann (EUA) · 3-5 | 3.               | 1. csoport · Michael Sichel (AUS) · 5-2 · Claude Netter (FRA) · 3-5 · Antonio Spallino (ITA) · 1-5 · Raymond Paul (GBR) · 3-5 · Mark Midler (URS) · 2-5 · Jurij Rudov (URS) · 4-5 · André Verhalle (BEL) · nem vívtak                                                                                       | 7.         | kiesett | kiesett    | helyezetlen |
| Harold Goldsmith                                                                       | Tőr, egyéni       | |            | 1. csoport · Benito Ramos (MEX) · 5-1 · Pablo Uribe (COL) · 5-2 · Masayuki Sano (JPN) · 5-0 · Gyuricza József (HUN) · 2-5 · Jurij Rudov (URS) · 2-5 · Antonio Spallino (ITA) · 2-5 · Allan Jay (GBR) · 1-5 | 5.               | kiesett | kiesett    | kiesett | kiesett    | helyezetlen |
| Byron Krieger                                                                          | Tőr, egyéni       | |            | 3. csoport · Somodi Lajos (HUN) · 5-0 · Claude Netter (FRA) · 1-5 · Brian McCowage (AUS) · 2-5 · Raymond Paul (GBR) · 2-5 · Giancarlo Bergamini (ITA) · 0-5 · Ghislain Delaunois (BEL) · 2-5 · Santiago Massini (ARG) · 1-5 | 8.               | kiesett | kiesett    | kiesett | kiesett    | helyezetlen |
| Kinmont Hoitsma                                                                        | Párbajtőr, egyéni | 4. csoport · Carl Forssell (SWE) · 5-2 · Juozas Ūdras (URS) · 5-3 · Luis Jiménez (MEX) · 5-1 · Édouard Schmit (LUX) · 3-5 · Rolf Wiik (FIN) · 4-5 · Laurence Harding-Smith (AUS) · 1-5                                        | 4.         | 2. csoport · Arnold Csarnusevics (URS) · 5-3 · Roger Achten (BEL) · 5-4 · Per Carleson (SWE) · 2-5 · René Queyroux (FRA) · 4-5 · Carlo Pavesi (ITA) · 3-5 · Balthazár Lajos (HUN) · 2-5 | 6.               | kiesett | kiesett    | kiesett | kiesett    | helyezetlen |
| Richard Pew                                                                            | Párbajtőr, egyéni | 3. csoport · Roger Achten (BEL) · 5-4 · Richard Stone (AUS) · 5-1 · Emilio Echeverry (COL) · 5-1 · Fernand Leischen (LUX) · 5-3 · Santiago Massini (ARG) · 5-4 · Per Carleson (SWE) · nem vívtak                              | 1.         | 1. csoport · Carl Forssell (SWE) · 5-0 · Émile Gretsch (LUX) · 5-2 · Rerrich Béla (HUN) · 5-1 · Edoardo Mangiarotti (ITA) · 3-5 · Bill Hoskyns (GBR) · 0-5 · Jacques Debeur (BEL) · 4-5 · Rájátszás: · Carl Forssell (SWE) · 5-1 · Rerrich Béla (HUN) · 5-5 · Émile Gretsch (LUX) · nem vívtak                                      | 2. Rájátszás: 1. | 2. csoport · Carlo Pavesi (ITA) · 5-3 · Rolf Wiik (FIN) · 5-2 · Émile Gretsch (LUX) · 5-2 · Armand Mouyal (FRA) · 5-4 · Berndt-Otto Rehbinder (SWE) · 5-4 · Sákovics József (HUN) · 5-2 · Per Carleson (SWE) · 2-5                                                                                          | 1.         | Döntő csoport · Giuseppe Delfino (ITA) · 5-4 · Balthazár Lajos (HUN) · 5-2 · René Queyroux (FRA) · 5-4 · Rolf Wiik (FIN) · 5-3 · Carlo Pavesi (ITA) · 2-5 · Edoardo Mangiarotti (ITA) · 0-5 · Per Carleson (SWE) · 3-5 | 4.         | 4.          |
| Sewall Shurtz                                                                          | Párbajtőr, egyéni | 1. csoport · Émile Gretsch (LUX) · 5-2 · Roland Asselin (CAN) · 5-2 · Väinö Korhonen (FIN) · 5-3 · Alfredo Yanguas (COL) · 5-0 · Arnold Csarnusevics (URS) · 3-5 · Ghislain Delaunois (BEL) · 4-5                             | 2.         | 4. csoport · Rolf Wiik (FIN) · 5-3 · Daniel Dagallier (FRA) · 5-4 · Ivan Lund (AUS) · 5-5 · Michael Howard (GBR) · 5-4 · Berndt-Otto Rehbinder (SWE) · 0-5 · Sákovics József (HUN) · nem vívtak | 3.               | 1. csoport · Ghislain Delaunois (BEL) · 5-3 · Édouard Schmit (LUX) · 5-4 · René Queyroux (FRA) · 2-5 · Balthazár Lajos (HUN) · 1-5 · Edoardo Mangiarotti (ITA) · 2-5 · Giuseppe Delfino (ITA) · 2-5 · Carl Forssell (SWE) · 1-5                                                                             | 7.         | kiesett | kiesett    | helyezetlen |
| Allan Kwartler                                                                         | Kard, egyéni      | 2. csoport · Roberto Ferrari (ITA) · nincs adat · Olgierd Porebski (GBR) · nincs adat · Graham McKenzie (AUS) · nincs adat · Alfredo Yanguas (COL) · nincs adat · Összesítés: 2GY-1V (12-13)                                  | 3.         | 1. csoport · Roberto Ferrari (ITA) · nincs adat · Kovács Pál (HUN) · nincs adat · Jacques Lefèvre (FRA) · nincs adat · Jakov Rilszkij (URS) · nincs adat · Teodoro Goliardi (URU) · nincs adat · Benito Ramos (MEX) · nincs adat · Összesítés: 3GY-2V (18-17)                                                                       | 4.               | 1. csoport · Kárpáti Rudolf (HUN) · nincs adat · Jerzy Pawłowski (POL) · nincs adat · Jacques Lefèvre (FRA) · nincs adat · Luigi Narduzzi (ITA) · nincs adat · Jevhen Cserepovszkij (URS) · nincs adat · Günter Stratmann (EUA) · nincs adat · Gastone Darè (ITA) · nincs adat · Összesítés: 2GY-5V (24-31) | 7.         | kiesett | kiesett    | helyezetlen |
| Tibor Nyilas                                                                           | Kard, egyéni      | 4. csoport · Günter Stratmann (EUA) · nincs adat · Emilio Echeverry (COL) · nincs adat · Ralph Cooperman (GBR) · nincs adat · Roger Theisen (LUX) · nincs adat · Siha Sukarno (INA) · nincs adat · Összesítés: 5GY-0V (25-13) | 1.         | 3. csoport · Kárpáti Rudolf (HUN) · nincs adat · Jacques Roulot (FRA) · nincs adat · Wojciech Zabłocki (POL) · nincs adat · Günter Stratmann (EUA) · nincs adat · Bill Hoskyns (GBR) · nincs adat · Graham McKenzie (AUS) · nincs adat · Összesítés: 2GY-4V (19-25)                                                                 | 5.               | kiesett | kiesett    | kiesett | kiesett    | helyezetlen |
| George Worth                                                                           | Kard, egyéni      | 1. csoport · Luigi Narduzzi (ITA) · nincs adat · Teodoro Goliardi (URU) · nincs adat · Benito Ramos (MEX) · nincs adat · Masayuki Sano (JPN) · nincs adat · Sandor Szoke (AUS) · nincs adat · Összesítés: 3GY-1V (16-10)      | 3.         | 4. csoport · Jerzy Pawłowski (POL) · nincs adat · Gastone Darè (ITA) · nincs adat · Lev Kuznyecov (URS) · nincs adat · Ralph Cooperman (GBR) · nincs adat · Claude Gamot (FRA) · nincs adat · Leslie Fadgyas (AUS) · nincs adat · Összesítés: 3GY-3V (21-21) · Rájátszás: · Ralph Cooperman (GBR) · 5-1 · Lev Kuznyecov (URS) · 4-5 | 3. Rájátszás: 1. | 2. csoport · Kovács Pál (HUN) · nincs adat · Gerevich Aladár (HUN) · nincs adat · Lev Kuznyecov (URS) · nincs adat · Wojciech Zabłocki (POL) · nincs adat · Roberto Ferrari (ITA) · nincs adat · Jacques Roulot (FRA) · nincs adat · Marcel Van Der Auwera (BEL) · nincs adat · Összesítés: 2GY-5V (22-32)  | 7.         | kiesett | kiesett    | helyezetlen |
| Albert Axelrod Daniel Bukantz Harold Goldsmith Byron Krieger Nate Lubell Sewall Shurtz | Tőr, csapat       | 3. csoport · Ausztrália (AUS) · 13-3 · Magyarország (HUN) · nem vívtak | 1.         | |                  | 1. csoport · Olaszország (ITA) · 4-8 · Nagy-Britannia (GBR) · 9-7 | 2.         | Döntő csoport · Olaszország (ITA) · 7-9 · Franciaország (FRA) · 6-10 · Magyarország (HUN) · 5-9 | 4.         | 4.          |
| Abram Cohen Ralph Goldstein Kinmont Hoitsma Richard Pew Sewall Shurtz                  | Párbajtőr, csapat | 1. csoport · Olaszország (ITA) · 8 (65)-8 (63) · Nagy-Britannia (GBR) · 7-9 · Ausztrália (AUS) · nem vívtak | 3.         | |                  | kiesett | kiesett    | kiesett | kiesett    | helyezetlen |
| Norman Armitage Abram Cohen Richard Dyer Allan Kwartler Tibor Nyilas George Worth      | Kard, csapat      | 1. csoport · Magyarország (HUN) · nem vívtak · Kolumbia (COL) · visszalépett | =1.        | |                  | 2. csoport · Magyarország (HUN) · 1-9 · Lengyelország (POL) · 6-10 | 3.         | kiesett | kiesett    | =5.         |

Női
| Versenyző              | Versenyszám | Csoportkör | Csoportkör | Csoportkör | Csoportkör | Csoportkör | Csoportkör | Helyezés    |
| Versenyző              | Versenyszám | 1. kör | 1. kör     | Elődöntő | Elődöntő   | Döntő | Döntő      | Helyezés    |
| Versenyző              | Versenyszám | Ellenfél Eredmény | Hely.      | Ellenfél Eredmény | Hely.      | Ellenfél Eredmény | Hely.      | Helyezés    |
| ---------------------- | ----------- | --- | ---------- | --- | ---------- | --- | ---------- | ----------- |
| Judy Goodrich          | Tőr, egyéni | 3. csoport · Karen Lachmann (DEN) · 4-2 · Nyári Magda (HUN) · 4-3 · Joy Hardon (AUS) · 4-3 · Gillian Sheen (GBR) · 0-4 · Orbán Olga (ROU) · 3-4 · Renée Garilhe (FRA) · 1-4 · Valentyina Rasztvorova (URS) · 1-4           | 6.         | kiesett | kiesett    | kiesett | kiesett    | helyezetlen |
| Maxine Mitchell        | Tőr, egyéni | 1. csoport · Dömölky Lídia (HUN) · 4-1 · Catherine Delbarre (FRA) · 4-2 · Velleda Cesari (ITA) · 4-2 · Mary Glen-Haig (GBR) · 4-3 · Denise O'Brien (AUS) · 4-3 · Emma Yefimova (URS) · 1-4                                 | 1.         | 1. csoport · Bruna Colombetti (ITA) · 0-4 · Karen Lachmann (DEN) · 1-4 · Renée Garilhe (FRA) · 0-4 · Ellen Müller-Preis (AUT) · 0-4 · Emma Yefimova (URS) · 0-4 | 6.         | kiesett | kiesett    | helyezetlen |
| Janice-Lee York-Romary | Tőr, egyéni | 2. csoport · Bruna Colombetti (ITA) · 4-3 · Pilar Roldán (MEX) · 4-1 · Nadezhda Shitikova (URS) · 4-2 · Régine Veronnet (FRA) · 4-2 · Lois Joseph (AUS) · 4-1 · Ellen Müller-Preis (AUT) · 1-4 · Ecaterina Orb (ROU) · 2-4 | 1.         | 2. csoport · Catherine Delbarre (FRA) · 4-2 · Dömölky Lídia (HUN) · 4-2 · Pilar Roldán (MEX) · 4-1 · Orbán Olga (ROU) · 3-4 · Gillian Sheen (GBR) · 0-4         | 2.         | Döntő csoport · Catherine Delbarre (FRA) · 4-2 · Karen Lachmann (DEN) · 4-3 · Ellen Müller-Preis (AUT) · 4-3 · Bruna Colombetti (ITA) · 4-3 · Gillian Sheen (GBR) · 2-4 · Orbán Olga (ROU) · 3-4 · Renée Garilhe (FRA) · 0-4 | 4.         | 4.          |

## Vízilabda
| Amerikai férfi vízilabdacsapat-játékoskeret                                   | Amerikai férfi vízilabdacsapat-játékoskeret                                   |
| ----------------------------------------------------------------------------- | ----------------------------------------------------------------------------- |
| - Robert Frojen - James Gaughran - Kenneth Hahn - Robert Horn - Robert Hughes | - Sam Kooistra - William Kooistra - William Ross - Ronald Severa - Wally Wolf |

### Eredmények
Csoportkör
B csoport
| Csapat                 | M | Gy | D | V | G+ | G– | Gk | P |
| ---------------------- | - | -- | - | - | -- | -- | -- | - |
| Magyarország (HUN)     | 2 | 2  | 0 | 0 | 12 | 3  | +9 | 4 |
| Egyesült Államok (USA) | 2 | 1  | 0 | 1 | 7  | 9  | –2 | 2 |
| Nagy-Britannia (GBR)   | 2 | 0  | 0 | 2 | 4  | 11 | –7 | 0 |

| 1956. november 28. 20:30 | Egyesült Államok (USA) | 5 – 3 | Nagy-Britannia (GBR) |  |
| 1956. november 28. 20:30 | (3 – 3)                |       |                      |  |
| 1956. november 28. 20:30 |                        |       |                      |  |

| 1956. november 30. 11:30 | Magyarország (HUN) | 6 – 2 | Egyesült Államok (USA) |  |
| 1956. november 30. 11:30 | (6 – 2)            |       |                        |  |
| 1956. november 30. 11:30 |                    |       |                        |  |

Döntő csoport
| 1956. december 1. 22:40 | Jugoszlávia (YUG) | 5 – 1 | Egyesült Államok (USA) |  |
| 1956. december 1. 22:40 | (3 – 0)           |       |                        |  |
| 1956. december 1. 22:40 |                   |       |                        |  |

| 1956. december 3. 16:50 | Egyesült Államok (USA) | 4 – 3 | Egyesült Német Csapat (EUA) |  |
| 1956. december 3. 16:50 |                        |       |                             |  |
| 1956. december 3. 16:50 |                        |       |                             |  |

| 1956. december 4. 21:00 | Olaszország (ITA) | 3 – 2 | Egyesült Államok (USA) |  |
| 1956. december 4. 21:00 |                   |       |                        |  |
| 1956. december 4. 21:00 |                   |       |                        |  |

| 1956. december 5. 16:40 | Szovjetunió (URS) | 3 – 1 | Egyesült Államok (USA) |  |
| 1956. december 5. 16:40 |                   |       |                        |  |
| 1956. december 5. 16:40 |                   |       |                        |  |

A táblázat tartalmazza a B csoportban lejátszott Magyarország – Egyesült Államok 6–2-es eredményt.
| Csapat                      | M | Gy | D | V | G+ | G– | Gk  | P  |
| --------------------------- | - | -- | - | - | -- | -- | --- | -- |
| Magyarország (HUN)          | 5 | 5  | 0 | 0 | 20 | 3  | +17 | 10 |
| Jugoszlávia (YUG)           | 5 | 3  | 1 | 1 | 13 | 8  | +5  | 7  |
| Szovjetunió (URS)           | 5 | 3  | 0 | 2 | 14 | 14 | 0   | 6  |
| Olaszország (ITA)           | 5 | 2  | 0 | 3 | 10 | 13 | –3  | 4  |
| Egyesült Államok (USA)      | 5 | 1  | 0 | 4 | 10 | 20 | –10 | 2  |
| Egyesült Német Csapat (EUA) | 5 | 0  | 1 | 4 | 11 | 20 | –9  | 1  |

| Csapat                 | Helyezés |
| ---------------------- | -------- |
| Egyesült Államok (USA) | 5.       |